# Конституція Мексиканських Сполучених Штатів 1824 року

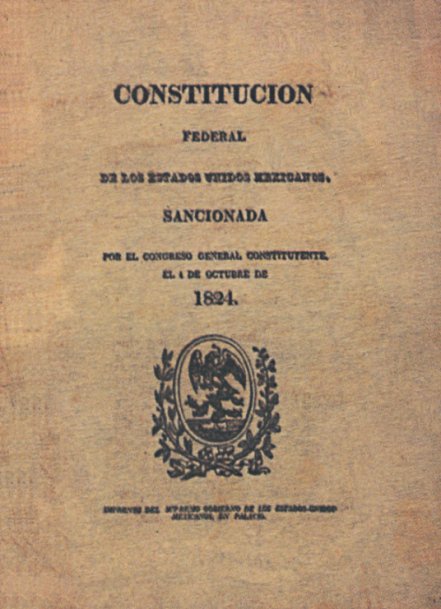
Оригінальний титульний аркуш конституції 1824 року.

Конституція Мексиканських Сполучених Штатів 1824 року - основний закон Мексики від 1824 до 1836 і від 1846 до 1854 року, прийнята 4 жовтня 1824 року, після падіння Мексиканської імперії. 
Конституція 1824 року була копією конституції США, пристосованою до мексиканських традицій. Так, наприклад, в як релігія допускався тільки католицизм і був відсутній суд присяжних. 
Проголошувалися рівність громадян перед законом, презумпція невинуватості, свобода преси, захист приватної власності, скасування особливих привілеїв церкви і армії. 
Запроваджувалася федеративна форма державного устрою. Країна ділилася на 19 штатів і 4 території. Кожен штат обирав губернатора і законодавче зібрання   . Конституція передбачала розподіл влади на три гілки. 
Законодавча влада передавалася двопалатному Конгресу, який складався з Палати депутатів і Сенату. Засідання Конгресу відкривалися 1 січня, закриття чергової сесії відбувалося 15 квітня того ж року. 
Палата депутатів обиралася на два роки населенням штатів, по одному депутату на 80 тис. осіб, або по одному від фракцій чисельністю більше 40 тис. осіб. Штат, який не має зазначеної кількості населення, призначає одного депутата. Обраними могли бути особи, які:
1. досягли 25-річного віку і
2. проживають на території штату від якого вони обираються не менше двох років, або народилися в ньому, навіть якщо проживають в іншому штаті.

- Особи не народжені на території мексиканської нації, щоб стати депутатами повинні проживати на території республіки не менше восьми років і володіти власністю вартістю вісім тисяч песо в будь-якій частині республіки, або мати дохід тисячу песо на рік.
- Особам, народженим в будь-якій іншій частині Америки, що залежала від Іспанії на 1810 рік, і не приєдналася до іншої нації, не перебуває в залежності від неї, достатньо мати три роки проживання на території федерації і відповідати першим двом умовам щоб могти бути обраним депутатом.
- Військовим, не народженим на території республіки, які зі зброєю в руках відстоювали незалежність країни, достатньо мати вісім років проживання на території республіки і відповідати першим двом умовам щоб могти бути обраним депутатом[4][3].

Сенат формувався голосуванням законодавчих зборів штатів, які обирали більшістю голосів по два депутати від штату. Для обрання сенатором вимагалося досягнення кандидатом 30-річного віку. Склад Сенату оновлювався кожні два роки.

Територіальний устрій Мексики за Конституцією 1824 року.

Повноваження Конгресу були значні. Вони поширювалися на питання війни і миру, торгівлі, релігії, освіти, преси, внутрішньої адміністрації територій, податків, зборів, фінансів, витрат і зовнішньої політики країни.
Вища виконавча влада належала президенту. В разі недієздатності президента виконувати його обов'язки повинен був віце-президент. Президента і віце-президента обирали законодавчі збори штатів на 4 роки. Мінімальний вік президента - 35 років. Функції президента полягали в санкціюванні і проведенні в життя указів, прийнятих Конгресом. Він керував збройними силами країни, приймав іноземних міністрів, відстороняв з державної посади осіб, винних у непокорі або порушенні законів, призначав, відповідно до закону, військові пенсії. Першим президентом був Гуадалупе Вікторія, а віце-президентом — Ніколас Браво.
Уряд існував лише між сесіями Конгресу і складався з половини сенаторів і віце-президента. Судова влада належала Верховному суду, окружним і районним судам.